# 察度
察度（琉球語：／  ?；1321年—1395年）是琉球中山王國的國王，1350年至1395年在位。神號大真物（琉球語：〔〕／ ）。他出生于现在冲绳县宜野湾市，被後世尊為宜野灣市的偉人。
相传他是浦添謝名的奥间大亲与仙女飛衣（羽衣）所生的儿子，出生时家境极窘，后来娶了胜连按司之女后开始有了家运。察度原为浦添按司，1350年，中山王西威病逝，時年30歲的察度趁機推翻世子，自立为君主，建立察度王朝。隨後，又擊敗了英祖王朝餘黨讀谷山按司的勢力，鞏固了自己的統治。
察度在位期間，從海外大量購入鐵，製造武器和農具，使中山王國的國力日漸增強，成為三山中最強大的一個國家。
對外關係上，察度于1372年遣其弟泰期向中国明朝称臣；明太祖派杨载为使者前往诏谕，承认察度「中山王」的地位，是为琉球向中国朝贡之始。
1390年，宮古島酋長與那霸勢頭豐見親入貢。不久，八重山酋長也前來朝貢。

## 家族
- 父 奥間大親
- 母 天女（傳說）
- 妃 勝連按司女
- 世子 武寧王